# ブクサール

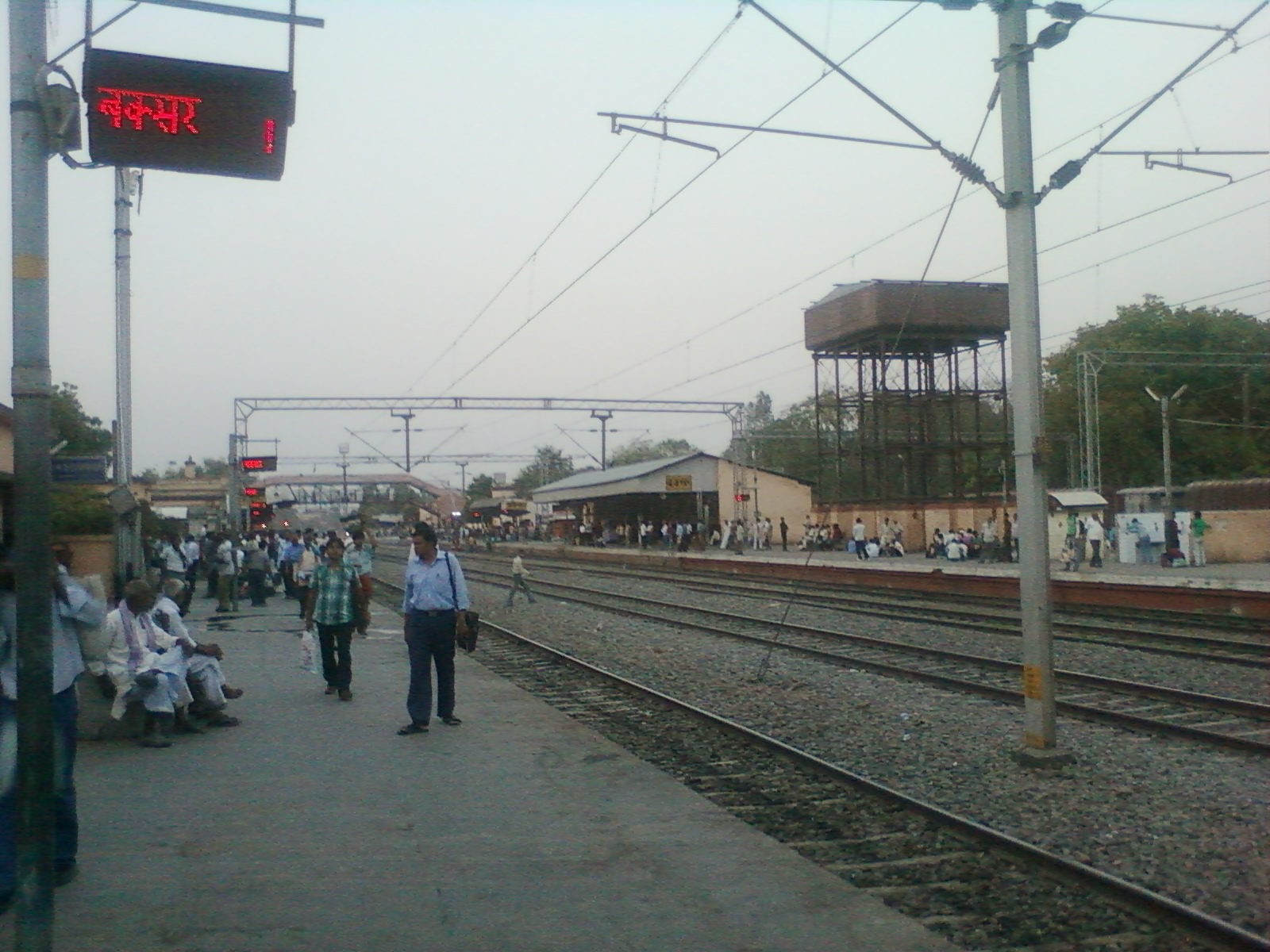
ブクサール駅

ブクサール（ヒンディー語：बक्सर, 英語：Buxar）は、インドのビハール州、ブクサール県の都市。ブクサル、バクサル、バクサールとも呼ばれる。住民はボージュプリー語を話している。

## 歴史
古くはヒンドゥーの文学でも知られ、"Siddhashram", "Vedgarbhapuri"などの名で呼ばれていた。
1764年10月、この地でイギリス東インド会社とムガル帝国の皇帝シャー・アーラム2世・アワド太守のシュジャー・ウッダウラ・前ベンガル太守のミール・カーシムの三者連合軍が激突し、プラッシーの戦いとは比べものにならないほどの激戦の末、イギリスが勝利した。